# 옐리자베트폴현

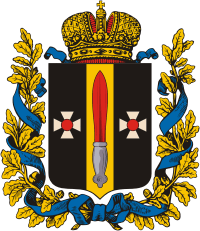
옐리자베트폴현의 문장

옐리자베트폴현(러시아어: Елизаветпольская губерния)은 1868년부터 1917년까지 존재했던 러시아 제국의 현으로 현도는 옐리자베트폴(현재의 간자)이며 면적은 44,136km2, 인구는 878,415명(1897년 당시 기준)이다. 현재의 아제르바이잔 서부와 아르메니아 동부에 걸쳐 있었다.